# Ulica Wita Stwosza we Wrocławiu
Ulica Wita Stwosza we Wrocławiu (dawniej Platea S. Adalberti, Sancte Albrechtis Gasse, Ulbrichtsgasse, Albrechtsgasse, Albrechtstrasse) – ulica na wrocławskim Starym Mieście. Ma początek w północno-wschodnim narożniku Rynku i biegnie na wschód aż do ul. św. Katarzyny (placu Dominikańskiego), równolegle do Oławskiej.
Ulica wzmiankowana już w średniowieczu, jeszcze przed lokacją miasta stanowiąc część traktu od klasztoru Dominikanów na zachód. Początkowo mieszkali przy niej rzemieślnicy (kuśnierze i złotnicy), z czasem także patrycjat. W 1276 wspomina się o istniejącej przy ulicy szkole św. Marii Magdaleny. Już w XIV w. na Wita Stwosza dominowały głównie budynki murowane. W kolejnych latach zbudowano przy niej wiele okazałych budynków m.in.: rezydencję Ludwika brzeskiego (1364, róg obecnej ul. św. Wita), aptekę „Pod Orłem” (1484, kamienica nr 39), oraz dom książąt legnicko-brzeskich (1520, róg obecnej ul. Krowiej). Inne ślady zabudowy średniowiecznej zachowały się m.in. w domach nr 12, 15, 16 i 25. Przykładem architektury gotyckiej był rozebrany w 1903 dom „Pod Białym Bocianem” (nr 23).
W okresie baroku wzdłuż ulicy zbudowano liczne siedziby arystokratów (m.in. rodu Schlegenbergów, książąt oleśnickich, Kospothów, Schreyvogla, Hohenlohe). Z tego okresu pochodzi częściowo zachowany do dziś pałac Hatzfeldów, rozbudowany po częściowym zniszczeniu w czasie oblężenia miasta w 1760.
W XIX wieku zbudowano wzdłuż ulicy pierwsze kamienice czynszowe; wyprowadziła się stąd część arystokracji, a jej rezydencje zaadaptowano do innych celów. W dawnym pałacu Schreyvogla uruchomiono po 1800 fabrykę tytoniową, a potem od 1833 główny wrocławski urząd pocztowy. W 1802 skarb państwa kupił pałac Hatzfeldów, w którym urządzono siedzibę prezydium prowincji. Pałac księcia Hohenlohe w 1844 przekształcono w siedzibę Banku Królewskiego, a w pałacu Kospothów mieścił się (od 1858) Śląski Związek Banków (Schlesischer Bankverein, który swoją kolejną siedzibę wybudował w 1906 na miejscu posesji 33-36). W latach 1884–1887 pałac Schreyvogla i domy 24 oraz 25 wyburzono, a na powstałej parceli wybudowano nowy budynek poczty głównej.
W latach 1877–1878 Wrocławskie Towarzystwo Kolei Ulicznej (Breslauer Strassen-Eisenbahn Gesellschaft – BSEG) uruchomiło we Wrocławiu pierwsze linie tramwajowe, z których jedna przebiegała po ulicy Wita Stwosza (łącząc Popowice ze Szczytnikami). Tory tej linii, wykorzystywane były jeszcze do lat 70. XX wieku i zachowały się do 2007, gdy rozebrano je przy okazji remontu ulicy.
W XVIII i XIX wieku funkcjonowały tu także duże karczmy, winiarnie, cukiernia i kawiarnia, a także trzy hotele, np. Lothus, b. Hotel Deutsches Haus (Dom Niemiecki). Od XIX wieku, gdy władze Prus zezwoliły na handel poza obszarem Rynku, na parterach (później na piętrach) wielu domów otworzono nowe sklepy.
Większość oryginalnej zabudowy ulicy została zniszczona podczas oblężenia Festung Breslau w 1945. Po wojnie luki wypełniły nowe budynki mieszkalno-usługowe, a część oryginalnej zabudowy zaadaptowano do innych celów. Jedynie budynek Śląskiego Związku Banków wciąż, tak jak przed 1945, jak i przez całą drugą połowę XX wieku, pełni funkcję banku (mieści się tam wrocławski I Oddział PKO Banku Polskiego SA we Wrocławiu).

## Galeria zdjęć

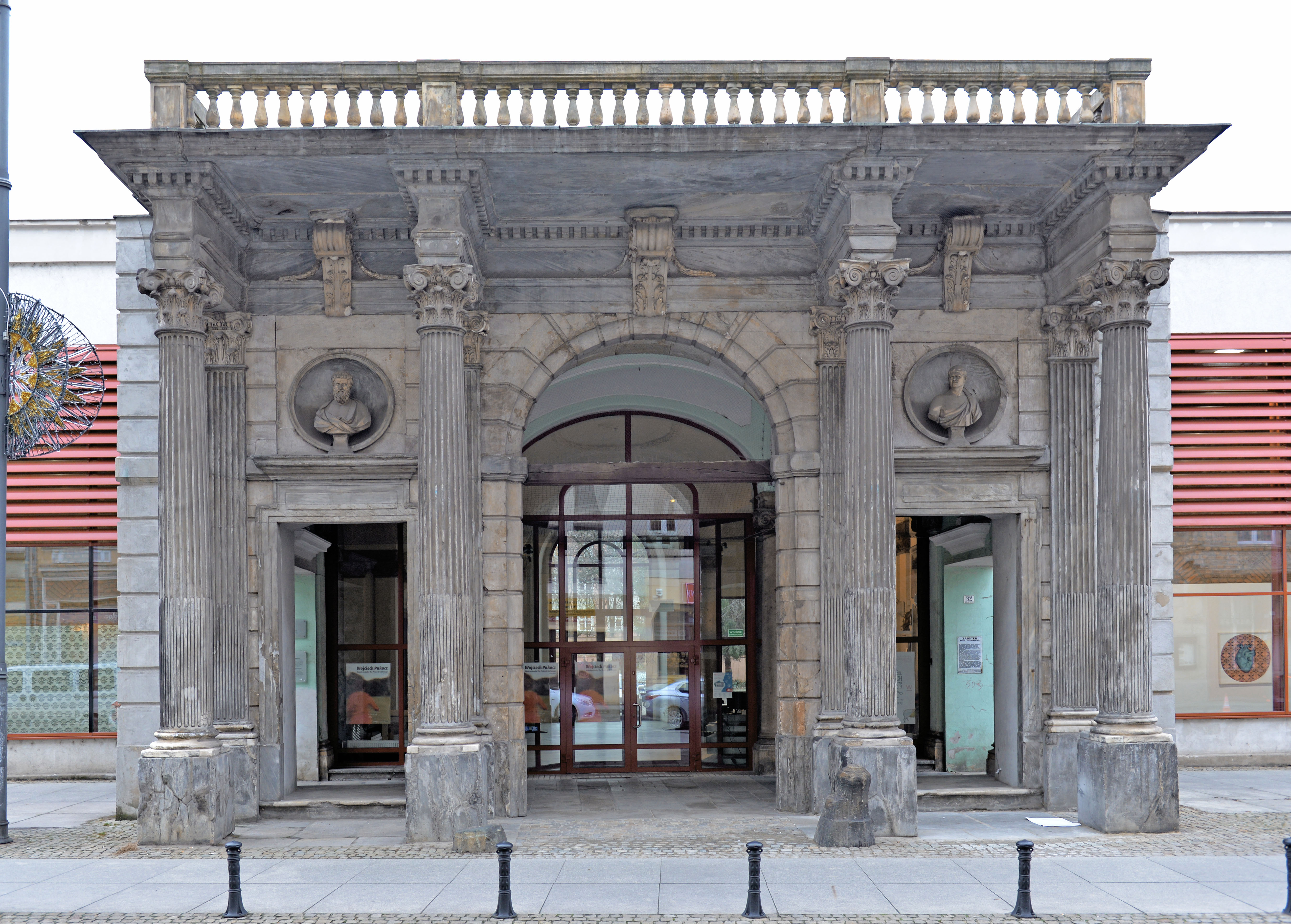
Galeria Awangarda (Pałac Hatzfeldów), nr 32
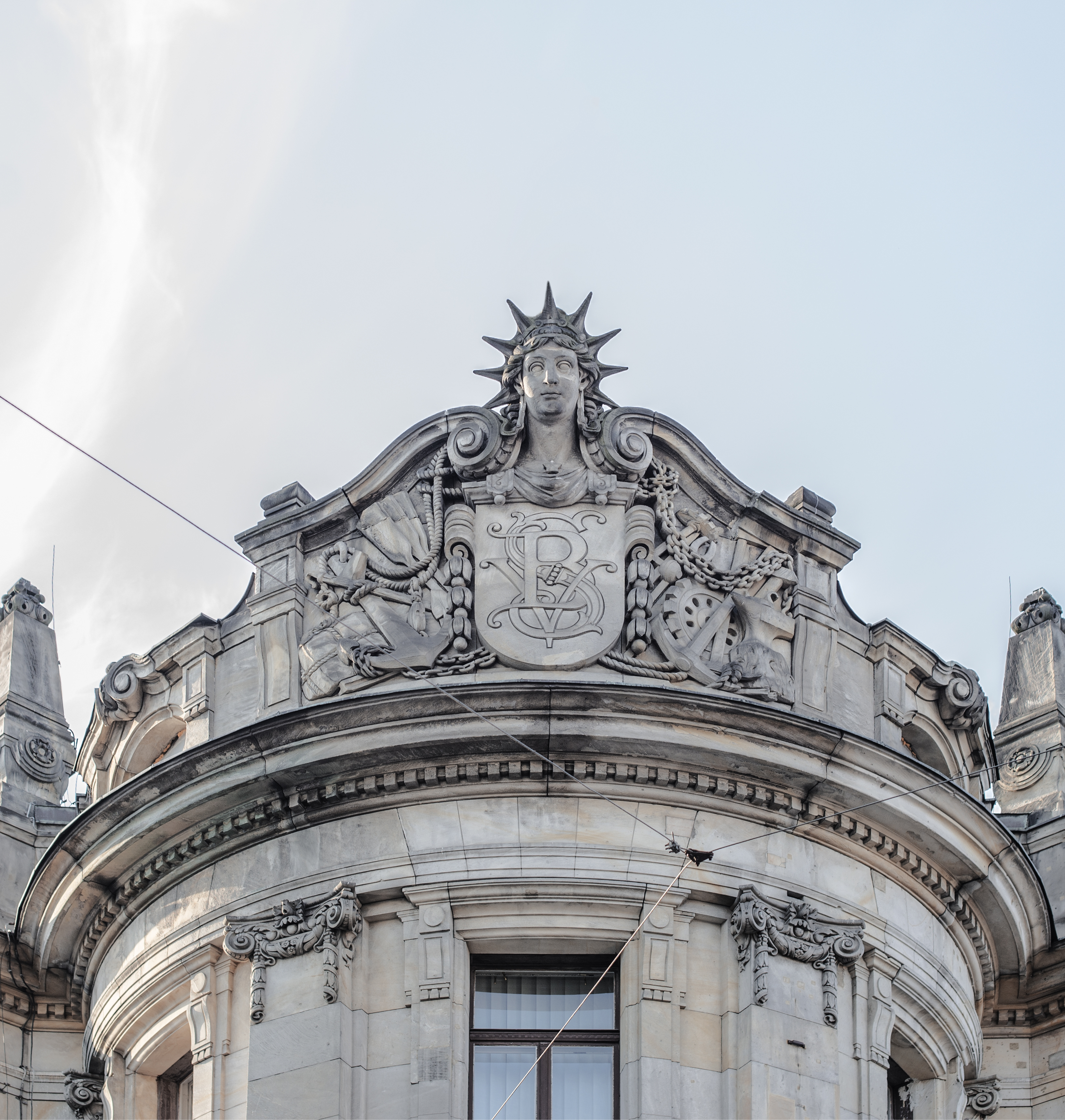
Alegoria przemysłu i transportu, budynek dawnego Śląskiego Związku Banków (nr 33/35)
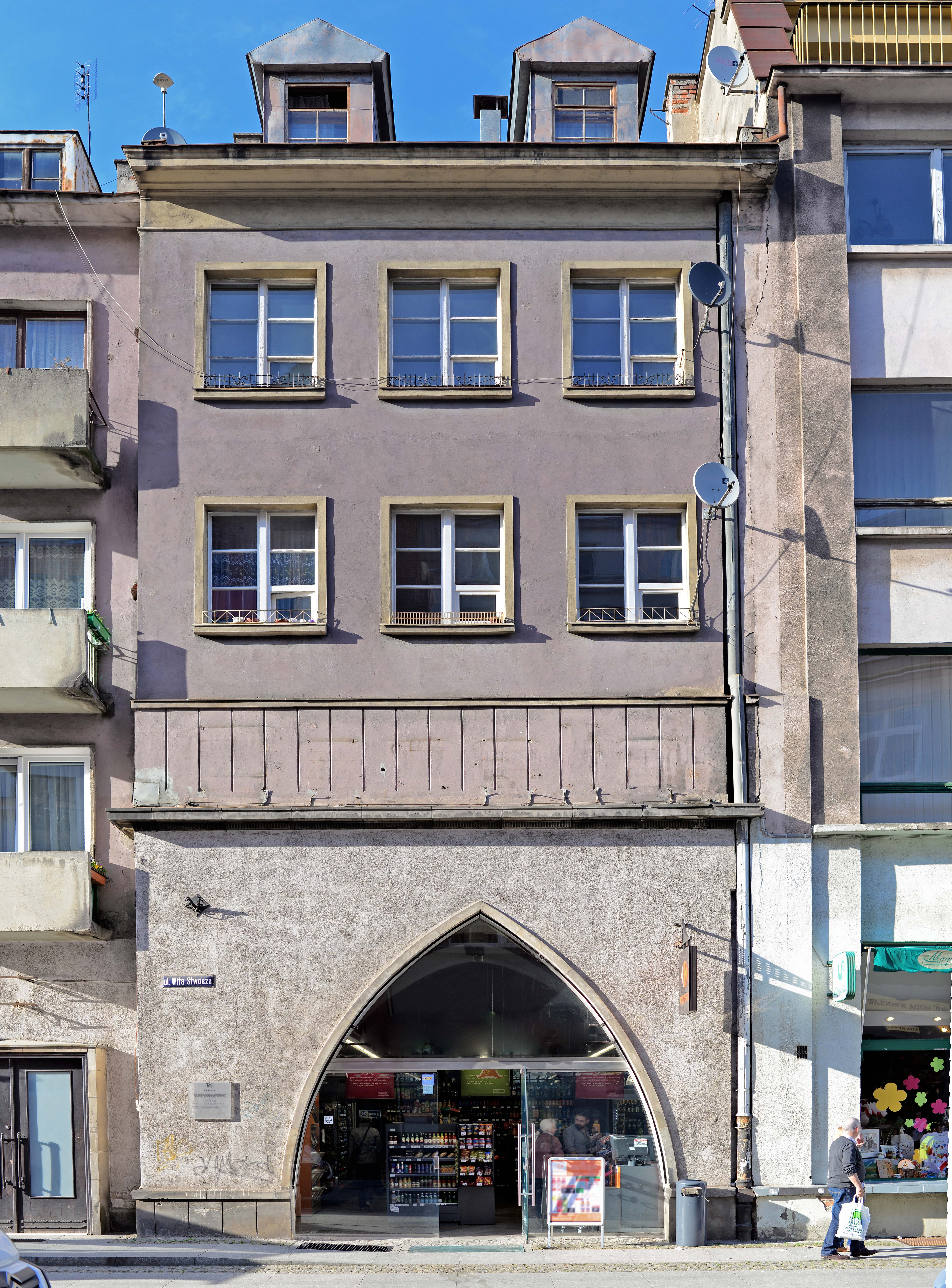
XIV-wieczna kamienica, nr 56